# Nemocón
Nemocón – miasto w Kolumbii, w departamencie Cundinamarca.